# باربارا راش
باربارا راش (انگلیسی: Barbara Rush؛ زادهٔ ۴ ژانویهٔ ۱۹۲۷ – درگذشتهٔ ۳۱ مارس ۲۰۲۴) یک هنرپیشه اهل ایالات متحده آمریکا بود. وی از سال ۱۹۵۰ میلادی تا ۲۰۱۷ مشغول فعالیت بوده‌است.
باربارا راش در ۳۱ مارس ۲۰۲۴، در سن ۹۷ سالگی درگذشت.

## بخشی از فیلمشناسی
از فیلم‌ها یا برنامه‌های تلویزیونی که وی در آن نقش داشته‌است می‌توان به آثار زیر اشاره کرد.
- کبک (فیلم ۱۹۵۱) (۱۹۵۱)
- وسواس باشکوه (فیلم ۱۹۵۴) (۱۹۵۴)
- فراتر از واقع (۱۹۵۶)
- شیرهای جوان (فیلم ۱۹۵۸) (۱۹۵۸)
- فیلادلفیایی‌های جوان (۱۹۵۹)
- بوته تمشک (فیلم ۱۹۶۰) (۱۹۶۰)
- مرد (فیلم ۱۹۷۲) (۱۹۷۲)
- بابای فوق‌العاده (۱۹۷۳)
- عاشقان تابستانی (۱۹۸۲)